# Richard Kämmerlings
Richard Kämmerlings (* 16. April 1969 in Krefeld) ist ein deutscher Literaturkritiker.

## Leben und Wirken
Nach dem Besuch des Gymnasiums Thomaeum in Kempen am Niederrhein studierte Kämmerlings Germanistik, Geschichte und Philosophie in Köln und Tübingen. Seit 1997 war er als freier Journalist für den Westdeutschen Rundfunk, die Neue Zürcher Zeitung und die Frankfurter Allgemeine Zeitung tätig. Ab 2000 arbeitete er als Redakteur und seit 2001 als Literaturredakteur im Feuilleton der FAZ in Frankfurt am Main. Sein Artikel Flatrate-Mentalität – Ausweitung der Trinkzone, der am 30. Juli 2009 in der FAZ veröffentlicht wurde, war später Abiturtext im Bereich der Textgebundenen Erörterung.
Kämmerlings (rik.) ist seit Oktober 2010 leitender Feuilletonredakteur der Tageszeitung Die Welt und verantwortete von 2013 bis 2017 als Redakteur die wöchentliche Beilage Die Literarische Welt; seit 2017 ist er Literarischer Korrespondent der Welt und der Welt am Sonntag. Er ist zudem Jurymitglied des Bremer Literaturpreises.
Im Jahr 2021 wurde Kämmerlings in die Jury des Deutschen Buchpreises berufen.

## Veröffentlichungen
- Das kurze Glück der Gegenwart. Klett-Cotta, Stuttgart 2011, ISBN 978-3-608-94607-9.

Dazu die Rezensionen von:
- Iris Radisch: Kinder, wie die Zeit vergeht! Der Literaturkritiker Richard Kämmerlings legt schon eine Geschichte der Nachwendeliteratur vor. Die Zeit online, 26. Februar 2011;
- Gerrit Bartels: Das kurze Glück der Gegenwart. In: Der Tagesspiegel online, 16. März 2011.